# Pomarance
Pomarance là một đô thị ở tỉnh Pisa trong vùng Toscana thuộc Ý, có cự ly khoảng 60 km về phía tây nam của Florence và khoảng 60 km về phía đông nam của Pisa.
Pomarance giáp các đô thị: Casole d'Elsa, Castelnuovo di Val di Cecina, Montecatini Val di Cecina, Monterotondo Marittimo, Monteverdi Marittimo, Radicondoli, Volterra.